# 岡田村 (愛媛県)
岡田村（おかだむら）は愛媛県中予地方の伊予郡にあった村である。
1955年（昭和30年）に、松前町・北伊予村との1町2村の合併により松前町となり、自治体としては消滅した。松前町は、平成の市町村合併に加わっていない（経緯は松前町の記事参照）。現在の松前町の北西部一帯。

## 地理
松山平野の西端、重信川の下流から河口にかけての左岸。
河川
重信川

## 歴史

### 略史
近世
- 松山藩領。
- 正保年間に南江頸村（みなみえくび－）が岡田村と永田村とに分村。

明治以降
- 明治初期、岡田村と江頸村とが合併し、岡田村となる。
- 1888年（明治21年）- 北川原小学校開設。
- 1890年（明治23年）- 同、岡田小学校と改称。
- 1896年（明治29年）- 南予鉄道が開通（現在の伊予鉄道郡中線）。
- 1910年（明治43年）- 岡田駅開業。
- 1915年（大正4年）- 岡田村信用購買販売組合設立。
- 1920年（大正9年）- 電灯ともる。
- 1937年（昭和12年）- 松前町の東洋レーヨン（現在の東レ）誘致に伴い、送水場用地の協定まとまる。
- 1950年（昭和25年）- 郡中線電化。

### 村の沿革
- 1889年 （明治22年）- 町村制施行により伊予郡西古泉（にしこいずみ）、恵久美（えくび）、大間（だいま）、北川原（きたがわら）、庄之内（しょうのうち）、上高柳（かみたかやなぎ）　西高柳（にしたかやなぎ）の7か村が合併し、伊予郡岡田村として発足。大字西高柳に村役場をおく。この時、庄之内のみ大字「昌農内」と改める。
- 1898年 （明治31年）- 村役場を昌農内に移転。
- 1955年（昭和30年）3月31日 - 松前町・北伊予村と合併して伊予郡松前町となり、岡田村は自治体としては消滅。

岡田村の系譜
```
（町村制実施以前の村）　（明治期）　　　　　（昭和の合併）　　　　　（平成の合併）
　　　　　　　　　　　　町村制施行時
西古泉　━━━┓
恵久美　━━━┫
大間　　━━━┫
北川原　━━━╋━━岡田村━━━━━━━━━━┓
庄之内　━━━┫　　　　　　　　　　　　　　　┃昭和30年3月31日
上高柳　━━━┫　　　　　　　　　　　　　　　┃　合併
西高柳　━━━┛　　　　　　　　　あ　　　　　┣━━━━松前町
　　　　　　　　　　松前村━━━━松前町━━━┫
　　　　　　　　　　北伊予村━━━━━━━━━┛

あ　大正11年10月31日　松前村が町制施行し、松前町となる。

（注記）岡田村以外の合併以前の系譜はそれぞれの市町村の記事を参照のこと。

```

## 地域
合併・発足時の7つの旧村がそのまま大字を形成し、松前町になっても引き継がれ、現在に至っている。
西古泉（にしこいずみ）、恵久美（えくび）、大間（だいま）、北川原（きたがわら）、昌農内（しょうのうち）、上高柳（かみたかやなぎ）　西高柳（にしたかやなぎ）
「昌農内」は明治の合併以前は「庄之内」と書いていた。

## 産業
米、麦中心の農村であった。合併後、工場の進出、また松山市のベッドタウンとして、人口は増加していった。

## 名所
- 出合 :松山市との境、橋が架かるまでは渡し舟があり、正岡子規も利用したことがある。